# Ihor Oszczypko
Ihor Dmytrowycz Oszczypko, ukr. Ігор Дмитрович Ощипко (ur. 25 października 1985 we wsi Serafińce, w obwodzie iwanofrankowskim, Ukraińska SRR) – ukraiński piłkarz, grający na pozycji lewego lub centralnego obrońcy, reprezentant Ukrainy.

## Kariera piłkarska

### Kariera klubowa
Rozpoczął karierę piłkarską w miejscowej drużynie w Serafińcach. Pierwszy trener - Lubomyr Matijczyk. Uczył się w Republikańskiej Szkole Kultury Fizycznej w Kijowie, skąd trafił do rosyjskiej drugoligowej drużyny Mostransgaz Moskwa. W 2003 powrócił do Ukrainy, gdzie występował w miejscowej amatorskiej drużynie Probij Horodenka. Na początku 2004 został piłkarzem Szachtara Donieck. Przez wysoką konkurencję nie mógł przebić się do podstawowej jedenastki, występował w drugiej i rezerwowej drużynie Szachtara. We wrześniu 2007 nowy trener Karpat Wałerij Jaremczenko, który wcześniej trenował Szachtar-2 Donieck, zaprosił występować do Karpat Lwów. Najpierw został wypożyczony na rok a potem wykupiony transfer. 1 marca 2008 debiutował w koszulce Karpat. W grudniu 2013 otrzymał status wolnego klienta i opuścił lwowski klub. 30 stycznia 2015 podpisał kontrakt z austriackim SK Sturm Graz. Po zakończeniu sezonu 2014/15 opuścił austriacki klub. 28 sierpnia 2015 został piłkarzem mołdawskiego zespołu Zarea Bielce. Na początku stycznia 2016 przeniósł się do bułgarskiego klubu Botew Płowdiw. 27 lipca 2017 został piłkarzem FK Lwów. 6 stycznia 2018 opuścił lwowski klub, a 11 stycznia 2018 przeszedł do Stali Kamieńskie. 30 lipca 2018 zasilił skład FK Mynaj.

### Kariera reprezentacyjna
29 maja 2010 debiutował w reprezentacji Ukrainy w wygranym 3:2 meczu towarzyskim z Rumunią.